# باز (فیلم)
باز (عبری: באזז‎) یک فیلم است که در سال ۱۹۹۸ منتشر شد.